# Kirkkosaari (ö i Puolango, Suolijärvi)
Kirkkosaari är en liten ö i Suolijärvisjön i Finland. Den ligger i sjön Suolijärvi och i kommunen Puolango i Puolango kommun i den ekonomiska regionen  Kehys-Kainuu  och landskapet Kajanaland, i den centrala delen av landet, 600 km norr om huvudstaden Helsingfors. Öns area är 0,6 hektar och dess största längd är 110 meter i nord-sydlig riktning.